# Корбан, София
София Корбан (рум. Sofia Corban; род. 1 августа 1956, Drăgănești-Vlașca, Телеорман), в девичестве Банович (рум. Banovici) — румынская гребчиха, выступавшая за сборную Румынии по академической гребле в конце 1970-х — начале 1980-х годов. Чемпионка летних Олимпийских игр в Лос-Анджелесе, обладательница трёх бронзовых медалей чемпионатов мира, победительница и призёрка регат национального значения.

## Биография
София Корбан родилась 1 августа 1956 года в коммуне Дрэгэнешти-Влашка, жудец Телеорман, Румыния. Занималась академической греблей в Бухаресте в столичном гребном клубе «Стяуа».
Дебютировала в гребле на взрослом международном уровне в сезоне 1978 года, когда вошла в основной состав румынской национальной сборной и выступила на чемпионате мира в Карапиро, где в зачёте парных рулевых четвёрок заняла итоговое шестое место.
В 1979 году побывала на мировом первенстве в Бледе, откуда привезла награду бронзового достоинства, выигранную в парных четвёрках с рулевой — в финальном решающем заезде уступила только экипажам из Восточной Германии и Болгарии.
Благодаря череде удачных выступлений удостоилась права защищать честь страны на летних Олимпийских играх 1980 года в Москве — стартовала здесь в программе парных рулевых четвёрок, но попасть в число призёров не смогла — показала на финише четвёртый результат.
После московской Олимпиады Корбан осталась в составе гребной команды Румынии на ещё один олимпийский цикл и продолжила принимать участие в крупнейших международных регатах. Так, в 1981 году в парных рулевых четвёрках она стала бронзовой призёркой на чемпионате мира в Мюнхене, пропустив вперёд команды из СССР и ГДР.
В 1982 году на мировом первенстве в Люцерне вновь получила бронзу в той же дисциплине, здесь в финале её вновь опередили экипажи из СССР и ГДР.
На чемпионате мира 1983 года в Дуйсбурге была четвёртой в парных рулевых четвёрках.
Находясь в числе лидеров румынской национальной сборной, благополучно прошла отбор на Олимпийские игры 1984 года в Лос-Анджелесе (будучи страной социалистического лагеря, формально Румыния бойкотировала эти соревнования по политическим причинам, однако румынским спортсменам всё же разрешили выступить на Играх частным порядком). В составе четырёхместного экипажа, куда также вошли гребчихи Маричика Цэран, Анишоара Сорохан, Йоана Бадя и рулевая Екатерина Оанча, в финале Корбан обошла всех своих соперниц, в том числе более чем на секунду опередила ближайших преследовательниц из Соединённых Штатов, и тем самым завоевала золотую олимпийскую медаль. Вскоре по окончании этих соревнований приняла решение завершить спортивную карьеру.
В 2004 году награждена орденом «За спортивные заслуги» I степени.